# クロノツキー自然保護区

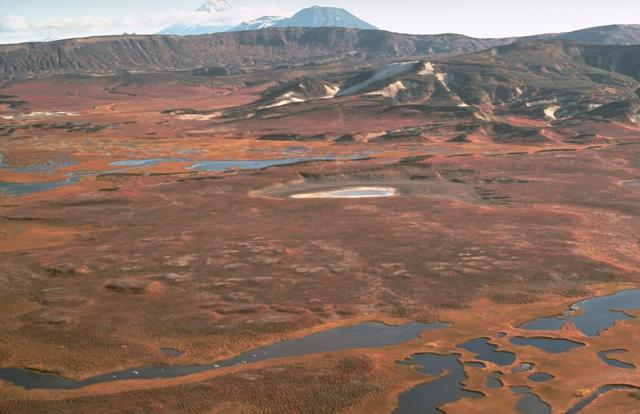
クロノツキー自然保護区のウゾン・カルデラ

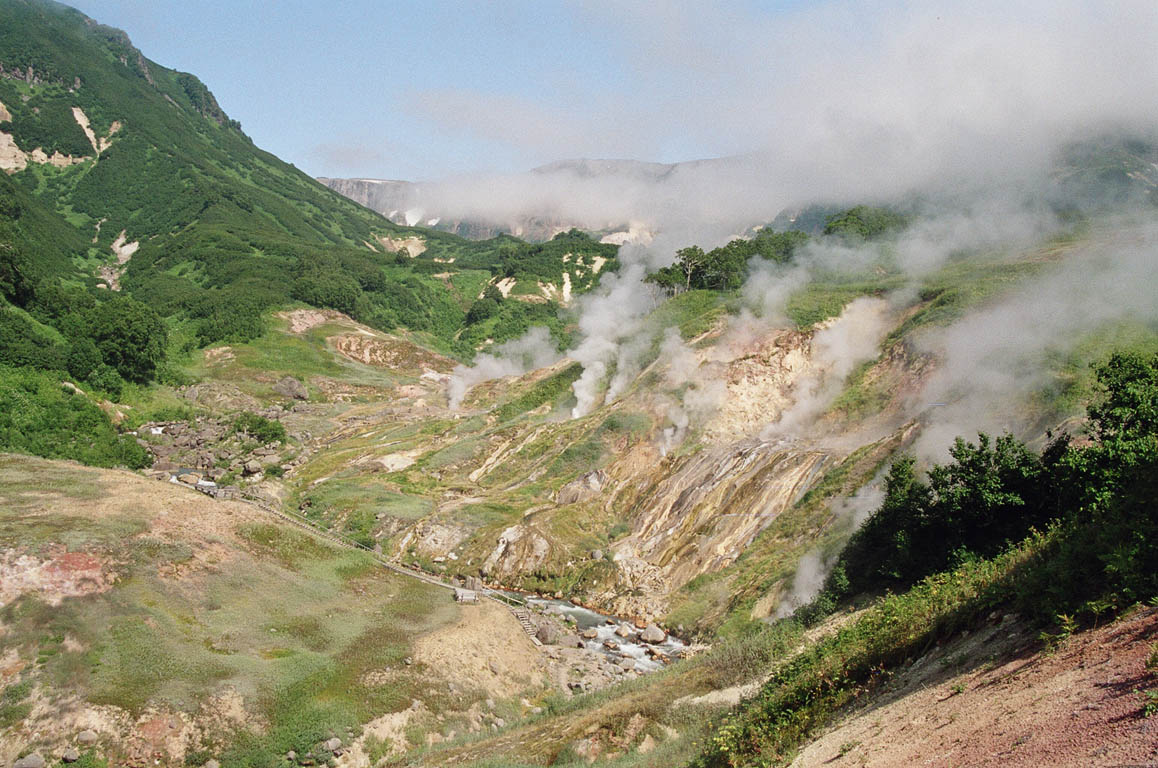
間欠泉の谷

クロノツキー自然保護区（クロノツキーしぜんほごく、ロシア語: Кроноцкий заповедник）は、ロシア連邦・カムチャツカ半島東山脈の風光明媚なクロノツキー山近くにあり、ロシア極東の自然科学の研究のために保護されている国立の「ザポヴェドニク」（厳格な自然保護区）である。
この保護区は1934年に設立され、現在の境界内には10,990平方キロメートルの面積が含まれている。域内で最大の湖はクロノツコエ湖で、面積は246平方キロメートル。また、ロシアで唯一の間欠泉の谷と、活火山と休火山が数多くある山脈がいくつか存在する。しばしば厳しい気候と火山、温泉、間欠泉が混在するため、「火と氷の国」（Land of Fire and Ice）と呼ばれることが多い。一帯の植生は標高により異なり、ツンドラや温帯広葉樹林などがある。
クロノツキー自然保護区にアクセスできるのは主に科学者であるが、年間約3,000人の観光客が、1日で700米ドル相当の料金を払ってヘリコプターで移動する。ユネスコの世界遺産に登録されている「カムチャツカの火山群」の一部となっており、1984年にユネスコの生物圏保護区に指定された。